# 빌 켄라이트
윌리엄 "빌" 켄라이트(영어: William "Bill" Kenwright, CBE, 1945년 9월 4일~2023년 10월 23일)는 잉글랜드의 프로듀서 겸 배우, 가수로 잉글랜드의 축구 클럽인 에버턴 FC의 구단주이기도 하다.

## 일생과 경력
리버풀에서 태어나 1968년에 배우로 활동하며 영화에 출연하였다.
이후 여러 극장들을 다니며 현재 마크 루빈스타인(Mark Rubinstein), 마크 신든과 함께 웨스트 엔드 시어터 프로듀서를 맡고 있는데, 1년 사이에 BBC보다 더 많은 배우들을 고용하며 12개의 작품을 취급, 공연하고 있다.
1984년부터 어렸을 때부터 서포팅을 한 프리미어리그의 에버턴 FC에 관심을 가져 1994년과 1999년에 인수를 제안했고 2004년 6월 1일 마침내 구단주가 되었다.
2008년 2월 3일 가수로서 음반을 발표하기도 했으며, 같은 해 11월 노팅엄 트렌트 대학교에서 명예 문학박사 학위(Honorary degree of Doctor of Letters)를 받았다.

## 서훈
- 2000년 대영 제국 훈장 3등급(CBE)

## 같이 보기
- 에버턴 FC
- 《이상적인 남편》
- 《어 퓨 굿 맨》